# Eucereon imriei
Eucereon imriei là một loài bướm đêm thuộc phân họ Arctiinae, họ Erebidae.